# Fântânele (Prahova)
Fântânele es una comuna ubicada en el distrito de Prahova, Rumania.

## Superficie
Posee una superficie de 18,13 kilómetros cuadrados.

## Demografía
Hasta 2021 la población era de 1821 habitantes, con una densidad de población de 100,4 habitantes por kilómetro cuadrado.